# Johann Conrad Eichler

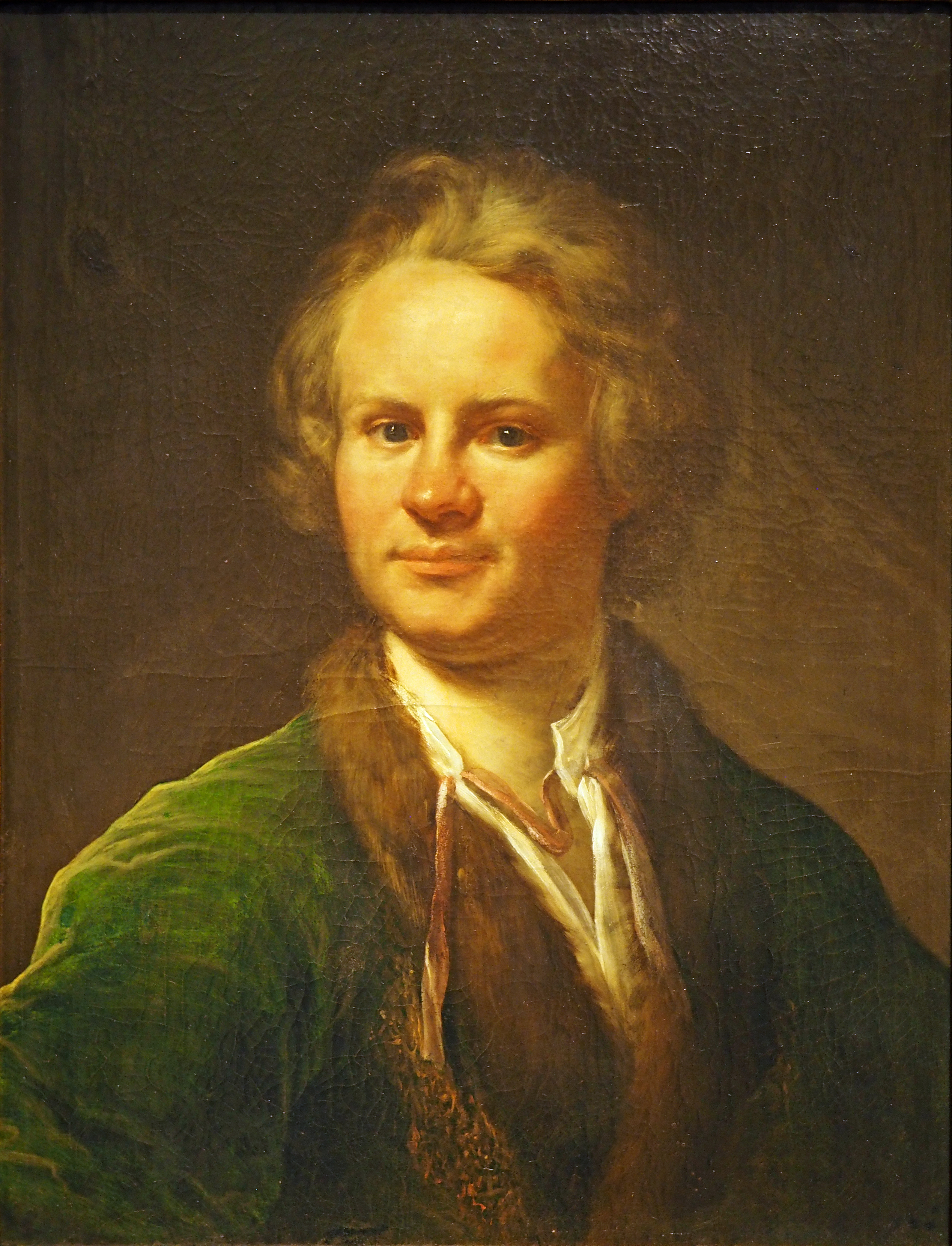
Selbstbildnis Eichlers (1713 in Rom entstanden)

Johann Conrad Eichler, Pseudonym Wollust (* 3. Dezember 1680 in Peine; † 19. Januar 1748 in Wolfenbüttel), war ein deutscher Maler.

## Leben
Eichler erhielt seine Ausbildung in den Jahren 1709 bis 1716 in Rom. Er war dort ab 1713 Schüler von Carlo Maratta und Francesco Trevisani. In Rom malte er 1713 das erste seiner drei bisher bekannten Selbstbildnisse. Er heiratete dort Margherita Kornfeld, die Tochter eines vatikanischen Soldaten, die 1712 seinen Sohn Julian und 1714 seinen Sohn Joseph Ignaz gebar, die beide später selbst Maler wurden.
Danach war er kurzzeitig in Nürnberg tätig, bis er ab 1717 Hof- und Kabinettsmaler am Hof von Herzog Ludwig Rudolf von Braunschweig-Wolfenbüttel wurde, der damals noch in Blankenburg residierte.
Seine Tochter Sophie Luise Ferdinandine wurde 1720 geboren, sein dritter Sohn Joseph 1724. Am 10. Mai 1729 taxierte er über fünfzig Gemälde aus dem Besitz der im Jahr zuvor verstorbenen Gräfin Aurora von Königsmarck in der Stiftspropstei Quedlinburg. Im Jahre 1730 wechselte Eichler an den Hof in Wolfenbüttel, wo er auch starb.
Seine Werke, welche meistens auf der Rückseite mit J.C. Eichler pinxit (Jahr) signiert sind, befinden bzw. befanden sich auf Schloss Marienburg, im Herzog Anton Ulrich-Museum Braunschweig, im Schlossmuseum Braunschweig, im Schloss Blankenburg, im Schloss Salzdahlum sowie in Privatbesitz.
In der Auktion Property from the royal house of Hanover des Auktionshauses Sotheby’s auf Schloss Marienburg im Oktober 2005 wurden neben anderen Gegenständen ca. 14 Gemälde von Eichler und aus dessen Umfeld aus dem Besitz der Welfen im Auftrag von Ernst August Prinz von Hannover junior versteigert, um aus dem Erlös das Schloss zu sanieren.

## Ausstellungen
- Welfenschätze: gesammelt, verkauft, durch Museen bewahrt. Ausstellung in der Burg Dankwarderode, Braunschweig, 7. Juni bis 2. September 2007.[6]
- Vier Porträts aus dem Kaisersaal des Großen Schlosses. Ausstellung im Kleinen Schloss Blankenburg, 27. bis 29. Dezember 2007.

## Werk
Sein Werk umfasst überwiegend Porträts von Fürsten und deren Angehörigen, insbesondere von Adligen des Hauses Braunschweig-Wolfenbüttel.
Auf Schloss Blankenburg entstanden für den dortigen Kaisersaal nach 1720 Porträts von Kaiser Karl VI., seiner Gemahlin Elisabeth Christine (Tochter von Herzog Anton Ulrich), deren Schwester Charlotte Christine und ihres Gemahls, des damaligen russischen Thronfolgers Aleksei, die Eichler allesamt mit Hilfe von Vorlagenporträts malte, da zu dem Zeitpunkt die genannten Personen nicht mehr vor Ort waren bzw. nie in Blankenburg gewesen sind.
Er malte aber auch Selbstporträts, Stillleben, ein Porträt des Komponisten und braunschweigischen Hofkapellmeisters Georg Caspar Schürmann mit einer Notenrolle in der Hand (welches als verschollen galt, aber im Dezember 2005 bei einer Auktion wieder auftauchte).
Auch das im Jahr 2008 identifizierte, einzig authentische Porträt der Friederike Caroline Neuber (Neuberin) mit ihrer Theatertruppe, das sich ehemals als Wandbespannung im Redoutensaal auf Schloss Blankenburg befand, seit dem Zweiten Weltkrieg auf der Moritzburg in Halle ausgelagert war und 1992 auf dem Dachboden hinter einer Verschalung des dortigen Talamtsgebäudes gefunden wurde, stammt wahrscheinlich von seiner Hand.
Einige seiner Bilder wurden von Kupferstechern wie z. B. Jakob Wilhelm Heckenauer (* um 1670; † 1738) gestochen.

Beispielwerke von Eichler
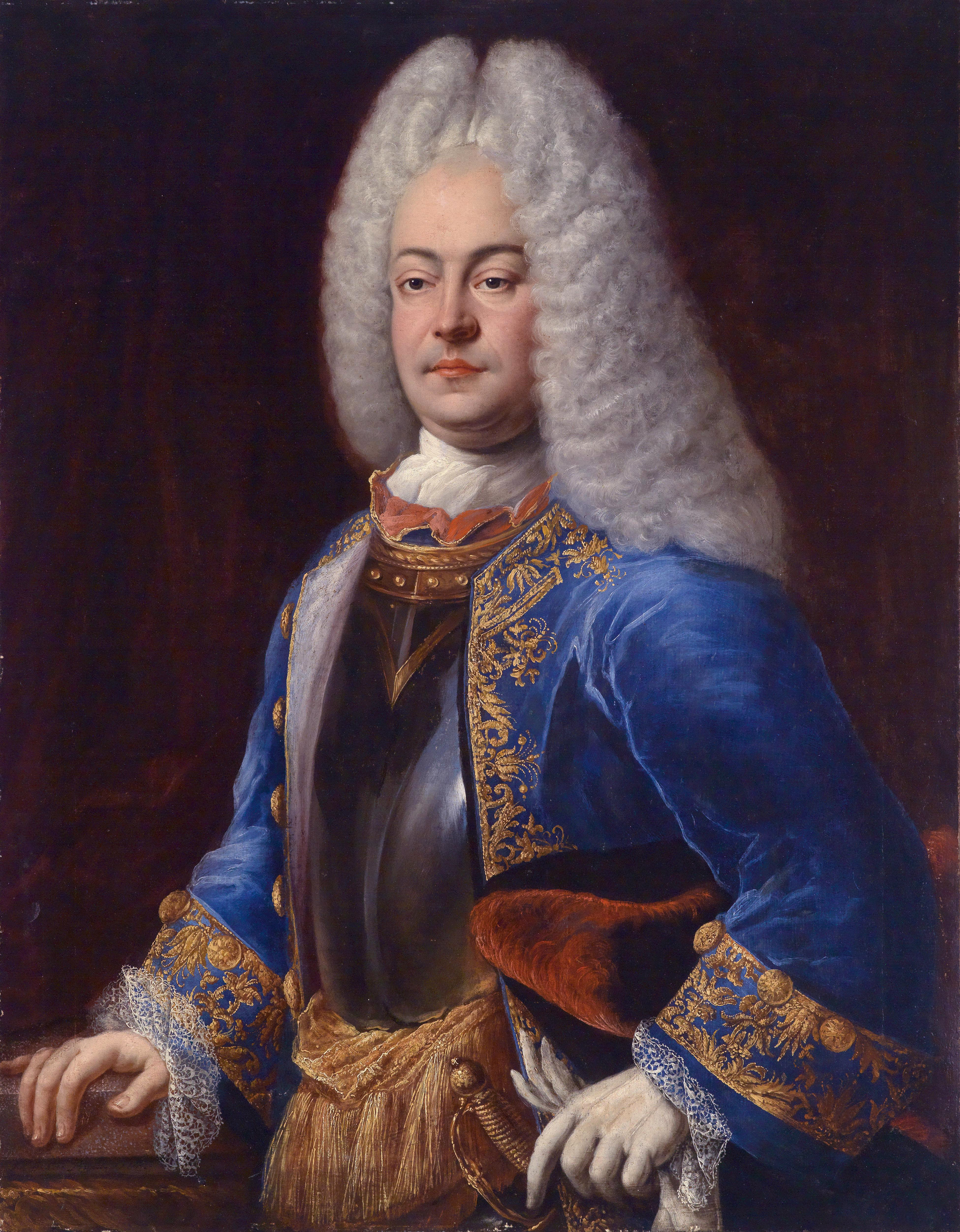
Prinz Georg Albrecht von Ostfriesland 1714
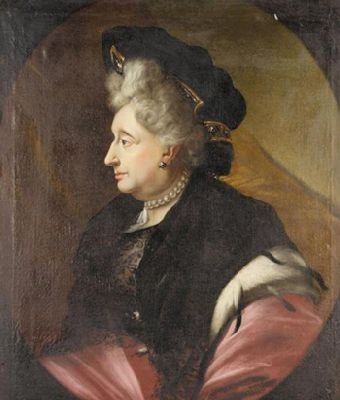
Herzogin Sophie von Hannover
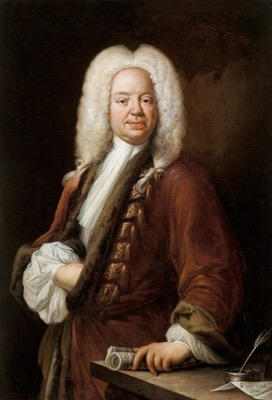
Der Komponist Georg Caspar Schürmann 1731
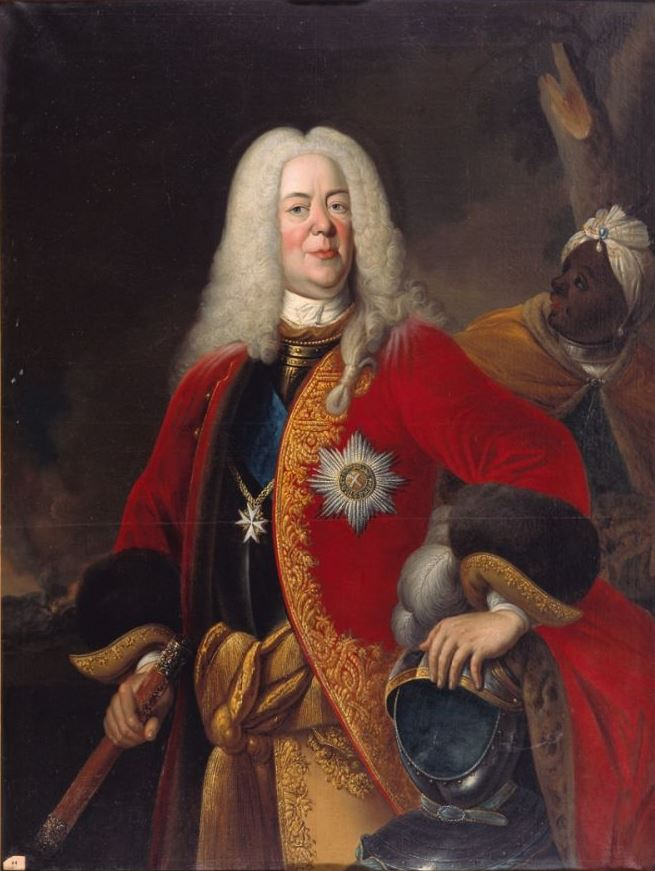
Ludwig Rudolf von Braunschweig-Wolfenbüttel
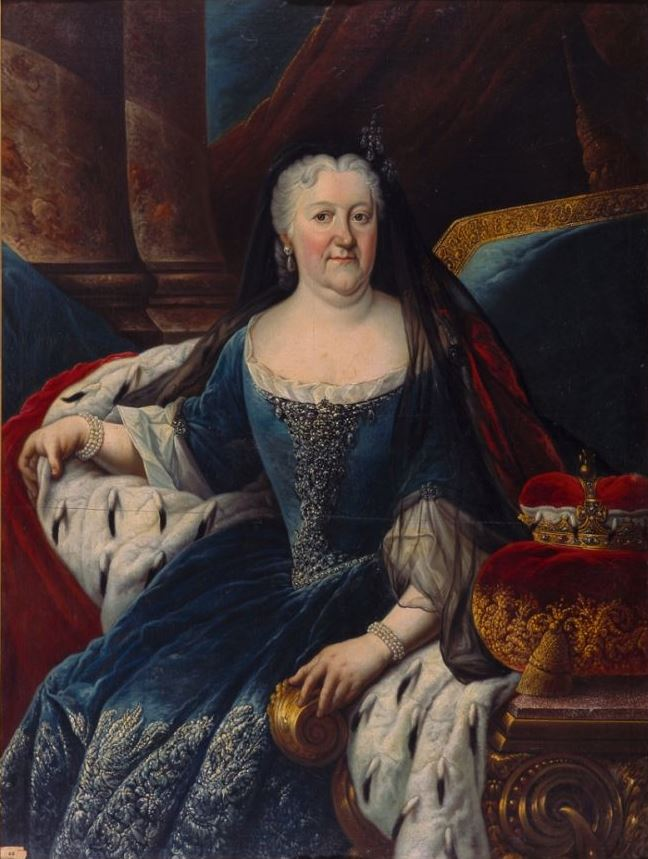
Christine Luise von Braunschweig-Wolfenbüttel

### Weitere Gemälde (Auswahl)
- Fürst Enno August von Ostfriesland (1697–1725), 1717
- Fürst Georg Albrecht von Ostfriesland, 1718
- Fürst Karl I von Braunschweig-Wolfenbüttel
- Porträt des Freiherrn von Keller (Gesandter zum Braunschweiger Kongress)
- Porträt des Kapitän Häckel, 1728
- Friederike Caroline Neuber im Kreise ihrer Schauspieler, ca. 1730
- Herzog Ferdinand Albrecht II. zu Braunschweig-Lüneburg ca. 1731–1735 (eventuell Werkstatt Eichlers)
- Herzogin Antoinette Amalie zu Braunschweig-Lüneburg
- Flötenspieler
- Stillleben, 1739